# Hvergelmir
W mitologii nordyckiej Hvergelmir jest źródłem życia w leżącym w najgłębszej otchłani Ginnungagap. Jego nazwa oznacza mniej więcej „kipiący kocioł”. Pilnuje go Iwaldi i jego synowie, których obowiązkiem jest obrona bogini Hel przed najazdem gigantów burzy. Mówi się, że wszystkie zimne rzeki biorą swój początek w tym źródle, w tym jedenaście rzek zwanych Elivagar. Ponad źródłem gad Nidhogg podgryza jeden z korzeni Jesionu Świata – Yggdrasila.